# Raphiscopa
Raphiscopa é um gênero de traça pertencente à família Arctiidae.